# Соммерс, Роберт
Роберт Эдвард Соммерс (англ. Robert Edward Sommers; род. 3 января 1911, Ледук, Альберта, Канада — 28 октября 2000, Нанаймо, Британская Колумбия, Канада) — канадский политический деятель, в 1952—1958 годы являлся членом партии Социального кредита Законодательного Собрания Британской Колумбии. Занимал пост министра земель, лесов и шахт вплоть до своей отставки 27 февраля 1956 года. В 1958 году был осужден за взяточничество и политический заговор, и отбывал тюремный срок.

## Ранняя жизнь
Родился в Ледуке, штат Альберта, в 1911 году. Он был сыном Дж. Л. Соммерса и Элси Армони, уроженцев Германии, которые приехали в Канаду в 1889 году.
До того, как заняться политикой, Соммерс был директором начальной школы в Каслгаре. Он был трубачом, местным лидером группы, страховым брокером на полставки, президентом клуба Kiwanis и добровольным пожарным.
Он был женат дважды: сначала на Марион Генри в 1930 году, а затем на Ноне Самсон в 1940 году.

## Политическая карьера
Был избран в качестве члена законодательного собрания Социального Кредита Британской Колумбии в 1952 году. Позже, в 1953 и 1956 годах, был переизбран.
На каждых выборах против нескольких противников его голоса превышали 50 %, включая его последние выборы перед отставкой.
Соммерс ушел с поста сразу же после его осуждения в 1958 году за взяточничество.